# Paleoclimatologia

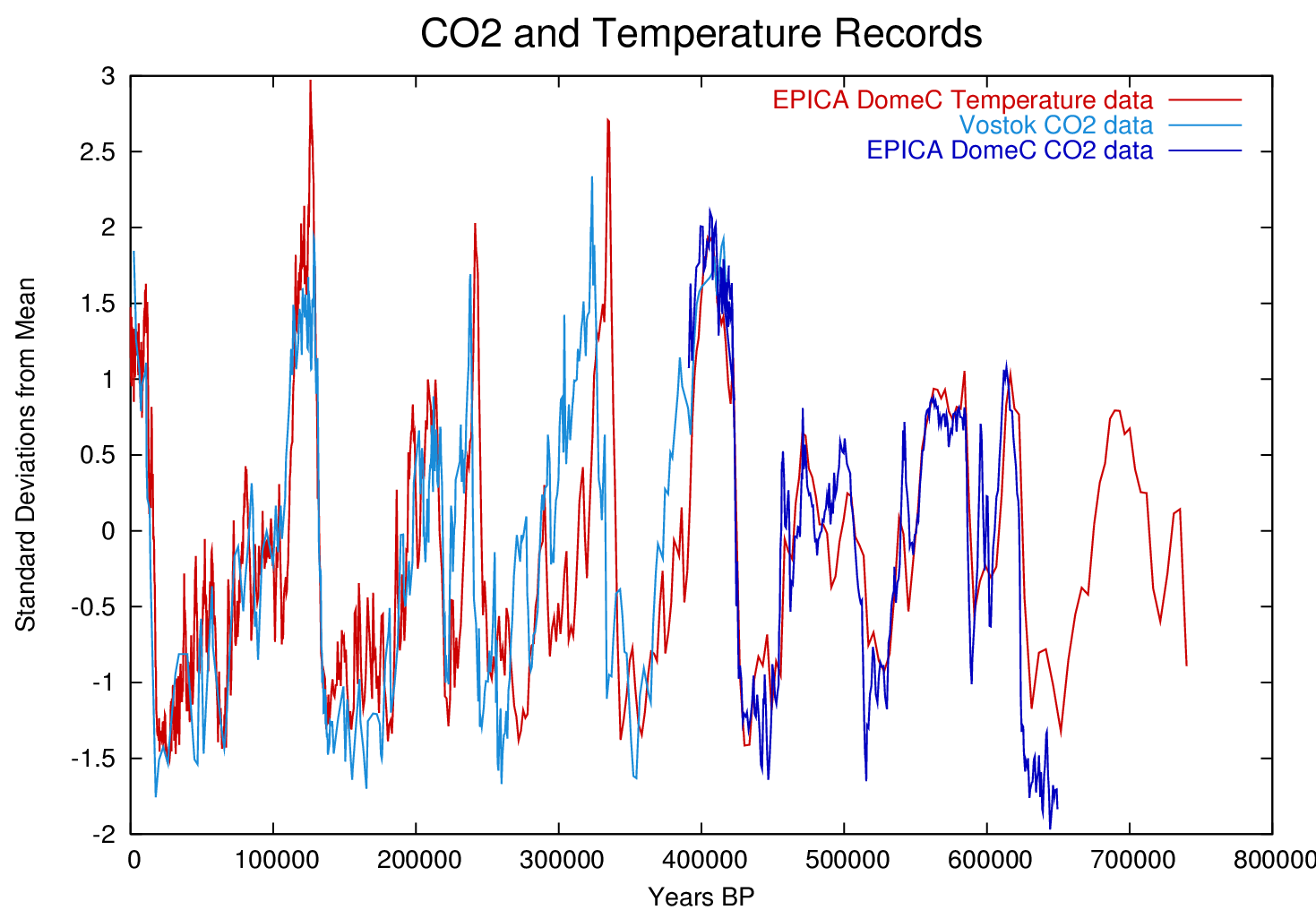
Diagrama: Registres de temperatura i CO² des de fa 800.000 anys fins al present.

La paleoclimatologia (Geologia, Paleontologia, Climatologia) és la disciplina científica que estudia els climes dels temps passats, les causes de les variacions que presenten i els paleoclimes de períodes geològics i històrics anteriors a la invenció dels aparells destinats a les mesures meteorològiques.
La paleoclimatologia és també una branca de la geologia històrica que estudia els climes al llarg del temps i les causes de llurs variacions, mitjançant la interpretació dels indicadors paleoclimàtics que han depès del clima i també utilitzant mètodes físics, com són la relació dels isòtops de l'oxigen (O18 i O¹⁶). Els indicadors són biològics (els fòssils i llur ecologia), sedimentològics (evaporites, paleosòls, til·lites), morfològics i de la morfologia climàtica. Les causes dels canvis climàtics poden ser agrupades en dos grups: 1) hipòtesis astronòmiques, com les variacions de la radiació solar, dels períodes orbitals, i 2) hipòtesis terrestres: variacions de l’albedo, enterboliment volcànic, efecte de relleu, variacions del CO2 atmosfèric, de la salinitat marina, migració dels pols i teoria de plaques.

## Utilitat científica
Els paleoclimatòlegs intenten identificar les causes dels canvis climàtics que han passat en el passat per entendre millor el nostre clima present i futur.
La paleoclimatologia ha mostrat als científics que el clima de la Terra es troba en un estat de canvi perpetu. La recerca ha revelat que hi ha hagut diverses edats de gel, i també diversos períodes d'escalfament global a la història de la Terra. A més, els científics han determinat que hi pot haver tendències climàtiques tant a curt com a llarg termini. Els científics han pres consciència que la Terra és molt dinàmica i que els esdeveniments passats ens poden ajudar a entendre millor el passat i preparar-nos per als canvis climàtics futurs. La paleoclimatologia també ha ajudat els científics a estudiar i entendre com altres factors ambientals, com la deriva continental, l'energia solar, els gasos d'efecte hivernacle a l'atmosfera i la variació de l'òrbita terrestre han afectat el clima de la Terra al llarg del temps. La ciència de la paleoclimatologia és vital per a la comprensió del clima a la Terra i poden desenvolupar models que ajudin a predir l'augment dels nivells de diòxid de carboni i com altres canvis poden afectar el clima de la Terra en el futur.
De la mateixa manera que els arqueòlegs estudien els fòssils i altres pistes físiques per conèixer el passat prehistòric, els paleoclimatòlegs estudien diversos tipus d'evidències ambientals per entendre com era el clima passat de la Terra i per què. Al llarg dels anys, la Terra ha mantingut registres de les seves condicions climàtiques conservades en anells d'arbres, tancats als esquelets dels esculls de corall tropicals, segellats en glaceres i casquets glacials i enterrats en sediments laminats dels llacs i l'oceà. Els científics poden utilitzar aquests enregistradors ambientals per estimar les condicions del passat, ampliant la nostra comprensió del clima de centenars a milions d'anys.
Els paleoclimatòlegs examinen els mateixos tipus de dades que els climatòlegs i les analitzen de la mateixa manera per fer les seves conclusions.[…] El seu objectiu és entendre el perfil del clima de la Terra en qualsevol moment del passat de tota la història del planeta. Pretenen entendre com comencen o acaben les edats glacials, l'impacte dels nivells d'ozó en el passat i com aquestes dades van afectar l'ecosistema i la vida. Les dades mostren com podria haver estat el planeta després dels grans esdeveniments de nivell d'extinció (la Terra n'ha passat per cinc). Són l'avantguarda de la comprensió del canvi climàtic actual examinant les fluctuacions del passat. S'ha atribuït a la recerca paleoclimàtica la comprensió de l'efecte hivernacle.

## Història
Alfred Wegener (1915) va ser meteoròleg i geòleg. Entre altres coses, va estudiar els indicadors paleoclimàtics en estrats sedimentaris. Va estudiar la literatura geològica i va reconèixer que els estrats del Paleozoic superior (carbonífer i pèrmic) dels estrats del nord-oest d'Europa contenien carbons extensos que només es podrien haver format en un clima humit i calent com l'actual regió equatorial. A les roques de la mateixa edat de l'Àfrica equatorial sabia que hi havia tillites glacials. Aquests van indicar a Wegener que els continents s'havien d'haver mogut (Europa des de prop de l'equador, Àfrica des de la regió polar cap a la regió equatorial).
Sembla que el terme "Paleoclimatologia" fou proposat per Friedrich Kerner-Marilaun (1930), bé que, conceptualment, les primeres deduccions remunten al segle xvii.
A les dècades de 1960 i 70, els resultats de l'estudi de nuclis de gel, sediments marins i anells d'arbres van proporcionar proves que el clima és propens a canviar no només durant milers d'anys, sinó també durant períodes que estan a l'abast de la imaginació humana, com ara anys. o dècades. Alhora, aquests estudis van ampliar l'escala temporal del canvi climàtic a milions d'anys, i van ajudar a ampliar l'escala espacial des de la recopilació de dades regionals fins a obtenir un concepte global del clima. Com assenyala Matthias Dörries (2015): “el passat de la Terra a la dècada de 1980 havia esdevingut força diferent del seu passat a principis de la dècada de 1960”. L'estudi del clima pretèrit va passar de ser un tema marginal de la climatologia històrica a constituir un conjunt de dades indispensables per a la modelització del clima. Amb aquesta rellevància creixent, es van desenvolupar noves preguntes de recerca, nous enfocaments i tecnologies que van provocar un enorme creixement científic.

## La reconstrucció de climes pretèrits
Les combinacions d'indicadors paleoclimàtics (proxy) s'utilitzen generalment per a reconstruir registres del clima del passat.

Reconstrucció dels darrers cinc milions d'anys de la història del clima, basada en el fraccionament d'isòtops d'oxigen (que serveix com a proxy de la massa global total de les capes de gel glacials).

### Registres de nuclis de gel
Els nuclis de gel profunds, com els del llac Vostok, l'Antàrtida, la capa de gel de Groenlàndia es poden analitzar per trobar gasos atrapats, proporcions d'isòtops estables i pol·len atrapat dins de les capes per inferir el clima passat.L'aire atrapat a la neu caiguda resta encapsulat en minúscules bombolles quan la neu es comprimeix i es torna gel dins d'una glacera i gràcies a això es pot determinar quina era la composició de l'aire en el moment en què es va formar la bombolla. El gruix de la capa pot ajudar a determinar la quantitat de precipitacions i algunes capes contenen restes de la cendra d'erupcions volcàniques. Atès que les taxes d'evaporació de les molècules d'aigua són lleugerament diferents, durant els períodes més càlids i els períodes més freds, els canvis en la temperatura mitjana de la superfície de l'oceà es reflecteixen en proporcions lleugerament diferents entre els isòtops. En els casquets de gel s'intenta conèixer les dades climàtiques de fa 1,2 milions d'anys. En sediments profunds del mar, pel contingut d'isòtops, s'arriba fins 200 milions d'anys enrere.

### Anells dels arbres
Es poden comptar per determinar l'edat. El gruix de cada anell es pot utilitzar per determinar fluctuacions de la temperatura i precipitació, ja que les condicions òptimes per a l'espècie particular donaran lloc a un major creixement i, per tant, anells més gruixuts durant un any determinat. Les cicatrius i les marques de cremades poden indicar esdeveniments naturals passats com el foc. Els anells de creixement d'arbres encara vius poden donar informació climàtica des d'alguns centenars d'anys fins a uns pocs mil·lennis enrere. La fusta vella que ha escapat de la putrefacció permet ampliar en el temps la informació climàtica. Els anells poden donar una certa informació sobre les precipitacions i la temperatura antigues.

### Nuclis de sediments
Les laminacions de sediments, o capes, poden indicar la velocitat de sedimentació a través del temps. El carbó vegetal atrapat als sediments pot indicar incendis passats. Les fàcies sedimentàries en una escala de temps més llarga poden mostrar signes d'elevació i baixada del nivell del mar, a més es poden identificar dunes fòssils. Els científics poden obtenir un domini del clima a llarg termini mitjançant l'estudi de roques sedimentàries que es remunten milers de milions d'anys.

### Restes d'organismes
Les restes d'organismes com ara diatomees, foraminífers, microbiota i pol·len dins dels sediments poden indicar canvis en el clima passat, ja que cada espècie té un rang limitat de condicions habitables. Quan aquests organismes i el pol·len s'enfonsen al fons d'un llac o oceà, poden quedar enterrats dins del sediment. Així, el canvi climàtic es pot inferir per la composició de les espècies dins del sediment.
Els foraminífers i les diatomees són indicadors climàtics d'ús habitual. Són organismes amb closca que es troben en ambients aquàtics i marins. Hi ha espècies planctòniques, o flotants a la columna d'aigua, i bentòniques, o del fons aquàtic. Les closques dels foraminífers estan formades per carbonat de calci (CaCO 3), mentre que les closques de diatomees estan formades per diòxid de silici (SiO 2).). Aquests organismes conserven proves de condicions ambientals del passat en les seves closques. Les restes d'aquestes espècies es poden trobar als nuclis de sediments de llacs i oceans, ja que les closques s'enterren i es conserven en els sediments a mesura que moren. La composició química d'aquestes petxines reflecteix la química de l'aigua en el moment de la formació de la closca. Les proporcions estables d'isòtops d'oxigen contingudes a la closca es poden utilitzar per inferir temperatures passades de l'aigua. Aquests isòtops d'oxigen es troben de manera natural tant a l'atmosfera com dissolts en l'aigua. L'aigua amb els isòtops més lleugers tendeix a evaporar-se, de manera que les petxines d'aigües més càlides s'enriquiran amb l'isòtop més pesant. Els investigadors també poden utilitzar la dinàmica de la població de foraminífers i diatomees per a determinar el clima del passat. L'abundància relativa i la composició d'espècies en àrees particulars pot indicar determinades condicions ambientals. Normalment, el clima més càlid farà que els organismes proliferin. A més, com que cada espècie té un conjunt particular de condicions ideals de creixement, la composició d'espècies en un lloc determinat i en un moment determinat pot indicar condicions ambientals passades. Els anells del corall són similars als dels arbres, amb l'excepció que responen a factors diferents com són la temperatura de l'aigua i l'acció de les onades. Se'n pot determinar la temperatura superficial del mar i la salinitat de l'aigua dels darrers segles principalment coneixent la proporció de l'isòtop d'oxigen 18.

### Paleomagnetisme
El magnetisme (paleomagnetisme): quan es formen roques, s'incorporen petites quantitats de minerals magnètics, com la magnetita i l'hematita. El magnetisme dels minerals magnètics s'alinea amb el camp magnètic terrestre quan es forma la roca. La roca conserva, en molts casos, un registre permanent del camp magnètic. El camp magnètic de la Terra pot indicar la direcció dels pols igualment que ho fa una brúixola. Les diferències en les posicions dels pols establertes a partir del paleomagnetisme de les roques paleozoiques i mesozoiques s'han d'explicar, segons l'opinió de la majoria d'investigadors, per extensos desplaçaments horitzontals dels continents. Aquests moviments s'havien assumit sobre la base de dades paleoclimàtiques i altres de geològiques i paleontològiques segons la teoria de l'epeiroforesi (mobilisme o deriva continental).